# Divadlo Kalich
Divadlo Kalich se nachází v památkově chráněném Husově domě na adrese Jungmannova 22/9, Praha 1. Jeho repertoár tvoří muzikálové i činoherní inscenace a komorní koncerty. Dle ročenky Národního informačního a poradenského střediska pro kulturu (NIPOS) Statistika kultury bylo v roce 2018 třetím nejnavštěvovanějším divadlem v ČR a nejnavštěvovanější soukromou scénou v ČR. Divadlo vede producent, autor a herec Michal Kocourek.
Divadlo Kalich zahájilo svůj provoz 1. listopadu 1999. Historické prostory, ve kterých se nachází, se tak po dlouhých desetiletích přiblížily svému původnímu účelu. Vyrostl v nich bezbariérový moderní komorní sál s kapacitou okolo 400 míst. Divadlo Kalich otevřel původní český muzikál Hamlet a muzikály stále tvoří oporu programové nabídky. Divadlo na nich spolupracuje s autory Ondřejem Soukupem, Gabrielou Osvaldovou, Danielem Landou, Jankem Ledeckým, Vašo Patejdlem, Miroslavem Žbirkou, skupinou Elán ad. Uvedlo či uvádí také světové tituly – Pomádu, Horečku sobotní noci, Srdcového krále či Vlasy.
Vedle nich divadlo nabízí pestrý výběr činoherních titulů. Mezi herecké tváře činoher Divadla Kalich patří např. Iva Janžurová, Jiří Bartoška, Jana Paulová, Pavel Zedníček, Jiří Lábus, Oldřich Kaiser, Barbora Hrzánová, Radek Holub, Zuzana Bydžovská, Eva Holubová, Miroslav Vladyka ad.
Divadlo Kalich získalo prestižní Cenu Thálie v podobě sošky pro Jana Kříže za roli Dannyho Zuka v muzikálu Pomáda.
V červnu 2019 otevřelo svou letní scénu v Mahlerových sadech na Praze 3, kde uvádí letní divadelní festival Hvězdné léto pod žižkovskou věží.

## Přehled premiér 1999–2019
- Hamlet – 1. 11. 1999
- Natěrač – 12. 12. 2000
- Krysař – 6. 3. 2002
- Jako jedna rodina – 4. 11. 2002
- Galileo – 15. 2. 2003
- Nahniličko – 14. 10. 2003
- Tragédie mstitele – 21. 9. 2004
- Bez předsudků – 11. 10. 2004
- Baronky – 8. 11. 2004
- Tajemství – 31. 3. 2005
- Elling a Kjell Bjarne – 16. 5. 2005
- Hamlet rock opera – 16. 8. 2005
- Drahouškové – 7. 9. 2006
- Don Quijote – 1. 11. 2006
- Jack Rozparovač – 27. 2. 2007
- Je úchvatná – 5. 9. 2007
- Záhadná Irma – 31. 1. 2008
- Mínus dva – 3. 6. 2008
- Touha – 15. 9. 2008
- Pár vyvolených – 27. 2. 2009
- Splašené nůžky – 21. 3. 2009
- Johanka z Arku – 14. 9. 2009
- Bílý dalmatin – 28. 9. 2009
- Zamilovat se – 1. 11. 2009
- Robin Hood – 1. 9. 2010
- Láska naruby – 1. 12. 2010
- Zločin v Posázavském Pacifiku – 19. 5. 2011
- Osmý světadíl – 8. 9. 2011
- Hledání slov – 25. 10. 2011
- Moje hra – 17. 1. 2012
- Na mělčině – 4. 4. 2012
- Pomáda – 6. 9. 2012
- Sbohem, zůstávám! – 30. 4. 2013
- Magulí – 12. 9. 2013
- Každý den šťastný den – 11. 6. 2014
- Žena za pultem 2 – 23. 9. 2014
- Horečka sobotní noci – 30. 9. 2014
- Ani spolu, ani bez sebe – 27. 1. 2015
- Podivný případ se psem – 12. 5. 2015
- Atlantida – 10. 9. 2015
- Božská Sarah – 15. 12. 2015
- Zabiják Joe – 16. 2. 2016
- Začínáme končit – 21. 3. 2016
- Už nikdy sám! – 18. 4. 2016
- Srdcový král – 21. 9. 2016
- Pro tebe cokoliv – 1. 12. 2016
- Báječná neděle v parku Créve Coeur – 6. 4. 2017
- Krysař – 8. 9. 2017
- Dvě noci na Karlštejně – 20. 9. 2017
- Jak Kubrt se Sněhurkou jeli vlakem – 24. 10. 2017
- Lady Oskar – 1. 11. 2019
- Titanic – 17. 1. 2018
- Kočka v oregánu – 21. 3. 2018
- Veletoč – 9. 5. 2018
- Vlasy – 18. 1. 2019
- Hrdý Budžes – 7. 2. 2019
- Plný kapsy šutrů – 7. 3. 2019
- Láska v přímém přenosu – 26. 6. 2019
- Voda (a krev) nad vodou – 5. 9. 2019
- Lakomec – 1. 11. 2019